# Antiamericanismo

Simbolo antistatunitense

L'espressione antiamericanesimo o antiamericanismo descrive una posizione ostile (un atteggiamento talvolta definito come sentimento antistatunitense) nei confronti della politica, della cultura e/o della società degli Stati Uniti d'America.

## Descrizione
Il termine ed il concetto sono rigettati tuttavia dalla maggior parte dei detrattori della politica degli Stati Uniti, che considerano il termine carico di pregiudizi e quindi non criticamente fondato. La percezione del sentimento antistatunitense ha le sue attitudini nel campo della politica estera, ed i conflitti del Vietnam e dell'Iraq sono temi su cui molto si dibatte.
Secondo lo studioso Paul Hollander, l'antiamericanismo non è un vero odio nei confronti degli Stati Uniti, ma una convinzione fondata sul pregiudizio che gli Stati Uniti influiscano negativamente sulla cultura e la società e ne sarebbero l'esempio il consumismo e lo stile di vita praticato dai suoi cittadini. Altra tesi è stata suggerita dalla francese Marie-France Toinet, la quale sostiene che il termine non è fuori luogo o solo una carica di stereotipi e pregiudizi, ma una reazione di stati minacciati dall'impero economico e militare quale sono gli Stati Uniti.

### Il rapporto con la globalizzazione
Secondo gli esponenti del movimento no-global, questa corrente sociale ed economica è un male, poiché nei paesi occidentali vengono persi migliaia di posti di lavoro per andare all'estero in nazioni che richiedono meno costo sulla manodopera.
Tutto ciò è contestato come una strategia attuata dagli Stati Uniti d'America e più in generale dalla comunità anglosassone per ampliare la propria influenza sul mercato internazionale.
I modelli economico e culturale che impongono gli Stati Uniti sul mondo (che si riflettono, ad esempio, nel cinema e nei prodotti commerciali) sono visti come un sistema per adeguare i governi fragili allo stile dei paesi anglosassoni.

## Nel mondo
L'antistatunitensismo è un fenomeno che coinvolge l'intera comunità internazionale, e si crede che esso sia aumentato a dismisura dopo la salita al potere di George W. Bush prima e di Donald Trump poi.

### Asia

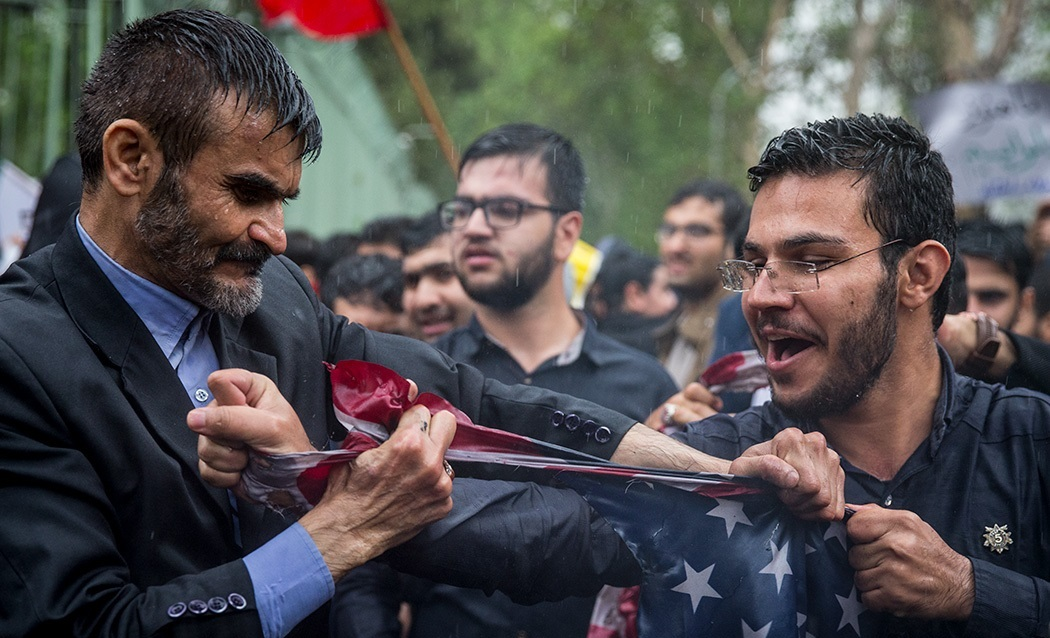
Due cittadini iraniani strappano la bandiera statunitense dopo l'uscita degli Stati Uniti dal Piano d'Azione Congiunto Globale

In Asia, si registra un forte sentimento antistatunitense in Vietnam (e nei paesi dell'Indocina in genere), Cina, Corea del Nord, Corea del Sud e Giappone.
Secondo Robert Hathaway, direttore del Wilson Center's Asia, in Giappone e Sud Corea la popolazione e i governi manifestano questo odio in risposta alle azioni condotte dagli Stati Uniti in territori stranieri, giudicate troppo violente e talora un danno sul piano sociale per la comunità asiatica in generale.
In Giappone, l'odio nei confronti degli USA è particolarmente forte, affonda le sue origini nella disfatta durante la seconda guerra mondiale e nei bombardamenti atomici di Hiroshima e Nagasaki e ha iniziato a manifestarsi in maniera evidente subito dopo la fine del conflitto.
Nelle due Coree, questo sentimento nasce durante gli anni cinquanta, quando gli Stati Uniti intervennero militarmente nella penisola durante la Guerra di Corea, con un picco nel 1980 a causa del Massacro di Gwangju, nel quale gli Stati Uniti parteciparono indirettamente, poiché all'epoca il comando delle forze armate statunitensi in Corea del Sud (USFK) aveva il controllo operativo di tutte le unità militari sudcoreane e le unità non potevano essere spostate senza il consenso dell'esercito statunitense e, di conseguenza, del governo statunitense..
Stando alle dichiarazioni di Katherine Moon, portavoce del Wilson Center, l'antistatunitensismo è in decadenza nella Corea del Sud, ma ancora molto vivo nella Corea del Nord.

### Europa
In Europa si è iniziato a parlare di antistatunitensismo dopo la fine della seconda guerra mondiale. A livello pubblico questo sentimento è cresciuto dopo l'attuazione della "guerra preventiva" e più generalmente dopo la guerra in Iraq. Secondo Sergio Fabbrini, l'Unione europea teme la possibilità di essere "statunitensizzata" sia in campo economico, che sociale e culturale, e sarebbe per questo motivo che vari governi hanno deciso di attuare una politica contraria a quella statunitense.
Secondo un sondaggio del Pew Global Attitudes Projects, dal 2000 al 2006 l'opinione pubblica europea è andata sfavorendo gli Stati Uniti. Nel Regno Unito si è passato dall'83 al 56%, in Francia dal 62 al 39%, in Germania dal 78 al 37% e in Spagna dal 50 al 23%.
Secondo un sondaggio del Financial Times (2007) il 32% delle oltre cinquemila persone intervistate in Regno Unito, Francia, Germania, Italia e Spagna, ritengono gli Stati Uniti la principale minaccia per il pianeta.

#### Italia

1968: manifestazione contro gli USA a motivo della guerra del Vietnam. Sui manifesti sono riprodotti i ritratti di Che Guevara e Malcolm X.

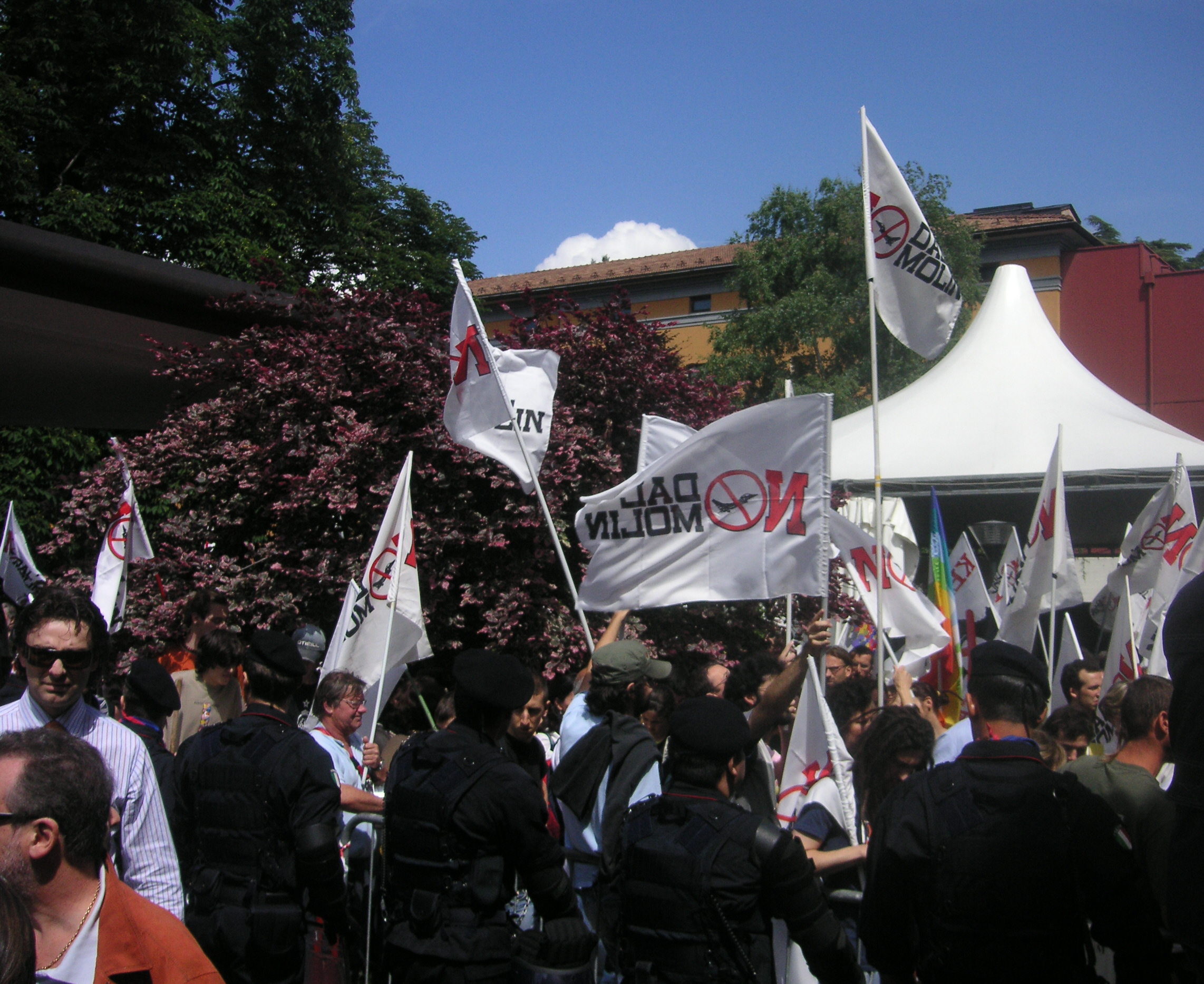
2007: manifestazione del No Dal Molin, movimento di cittadini e di associazioni contrari alla realizzazione della nuova base dell'esercito statunitense nell'aeroporto Dal Molin di Vicenza.

In Italia, come in Germania, il ricordo delle città bombardate nella seconda guerra mondiale ha alimentato l'avversione per la politica estera statunitense, e si è mescolato alle simpatie per l'URSS nutrite da molti; gli stessi mass media avrebbero contribuito a mostrare immagini negative degli Stati Uniti: la New York nevrotica di Woody Allen (considerato europeo dagli statunitensi e da sempre più amato nel Vecchio Continente che in patria), gli Stati Uniti della guerra del Vietnam, gli statunitensi sterminatori di pellerossa nelle guerre indiane, poi quella vista come affaristica della globalizzazione, della speculazione responsabile di crisi finanziarie, delle multinazionali, razzista e ipocrita, divisa tra business e borsa (vedere film come Wall Street), dal McDonald's all'OMC, è molto presente nell'immaginario europeo.
Gli spettacoli statunitensi che hanno riscosso più successo, da sempre, sono sempre stati quelli critici verso l'american way of life (stile di vita statunitense), come I Simpson, American Dad e I Griffin, i documentari di Michael Moore e i film di Oliver Stone, o quelli di puro intrattenimento senza pretese ideologiche. Serie come I Soprano sono state viste come affette da pregiudizio contro gli italiani.
In Italia la maggioranza degli italiani e dei mass media ha spesso preso posizioni fortemente critiche verso gli statunitensi, nonostante gran parte della politica fosse schierata con la NATO, specie verso temi come la pena di morte negli Stati Uniti d'America (facendo riferimento ad alcuni casi specifici: Sacco e Vanzetti, Derek Barnabei, Joseph O'Dell e altri condannati presi in simpatia dall'opinione pubblica italiana, come accaduto a Dominique Green e Karla Faye Tucker), la guerra in Iraq e specifici fatti come la strage del Cermis, la crisi di Sigonella, la vicenda di Silvia Baraldini, di Nicola Calipari, Chico Forti o Amanda Knox, la strage di Ustica, le basi americane sul suolo italiano, il presunto appoggio statunitense alla strategia della tensione in Italia ed il MUOS.
Questo sentimento sarebbe trasversale tra sinistra e destra; esso è diminuito solo nel periodo intorno agli attentati dell'11 settembre 2001, con una solidarietà filo-statunitense diffusa, per poi ritornare ai livelli di sempre con le guerre afgane e irachene e durante l'invasione russa dell'Ucraina.

#### Nazismo
Rifacendosi alle teorie di Arthur de Gobineau il nazifascismo europeo descrive la superiorità di una razza ariano-nordica la cui supremazia fisica e intellettuale sarebbe anche da ricercarsi nelle scarse mescolanze di sangue tra diverse etnie, che negli USA ha portato tra l'altro agli afroamericani, sinoamericani e ispanici.
Attraversando quindi l'ideologia razziale che si pone come base del misticismo nazista, si arriva all'antisemitismo e all'antiamericanismo, poiché entrambi sono giustificati dal fatto che gli Stati Uniti sarebbero mossi da una cospirazione ebraica su stesse dichiarazioni di Adolf Hitler con l'intento di sopraffare l'Europa. Proprio la creazione di questi pensieri giocò un ruolo fondamentale nell'ascesa dei fascismi al potere in diversi paesi europei.
Secondo il nazismo, il jazz non sarebbe una musica aperta al nuovo mondo di uguaglianza, ma una delle tante azioni promosse dagli ebrei statunitensi per dominare il mondo fingendo di voler eliminare le distinzioni razziali. Sotto l'ancora enigmatico Projekt America, Hitler prevedeva di distruggere gli Stati Uniti dopo aver vinto l'Europa, iniziando da un bombardamento aereo su New York e continuando poi su tutte le principali metropoli statunitensi, contemporaneamente a un attacco lanciato da molti U-Boot.

#### Unione Sovietica
Nel 1950 gli artisti sovietici Nikolay Dolgorukov e Boris Efimov realizzarono un celebre manifesto di propaganda antiamericana, in cui gli USA venivano visti come una nazione tirannica che nega cinque diritti civili fondamentali: la libertà di stampa, messa a repentaglio dalle menzogne propugnate dal ricchissimo William Randolph Hearst; la libertà di pensiero, negata dallo Smith Act che rendeva illegale il Partito Comunista degli Stati Uniti d'America; la libertà di associazione, distrutta dalle violente repressioni antioperaie attuate da una polizia istigata dai capitalisti; la sicurezza personale, non garantita a causa degli omicidi realizzati dal Ku Klux Klan e infine la libertà di parola, la cui mancanza negli States è raffigurata metaforicamente da un agente che manganella e chiude la bocca alla Statua della Libertà.

### Medio Oriente
Le origini dell'antistatunitensismo nel Medio Oriente sono da ricercare negli scritti dell'intellettuale egiziano Sayyid Qutb, autore di alcuni libri sull'Islam.

#### Iran

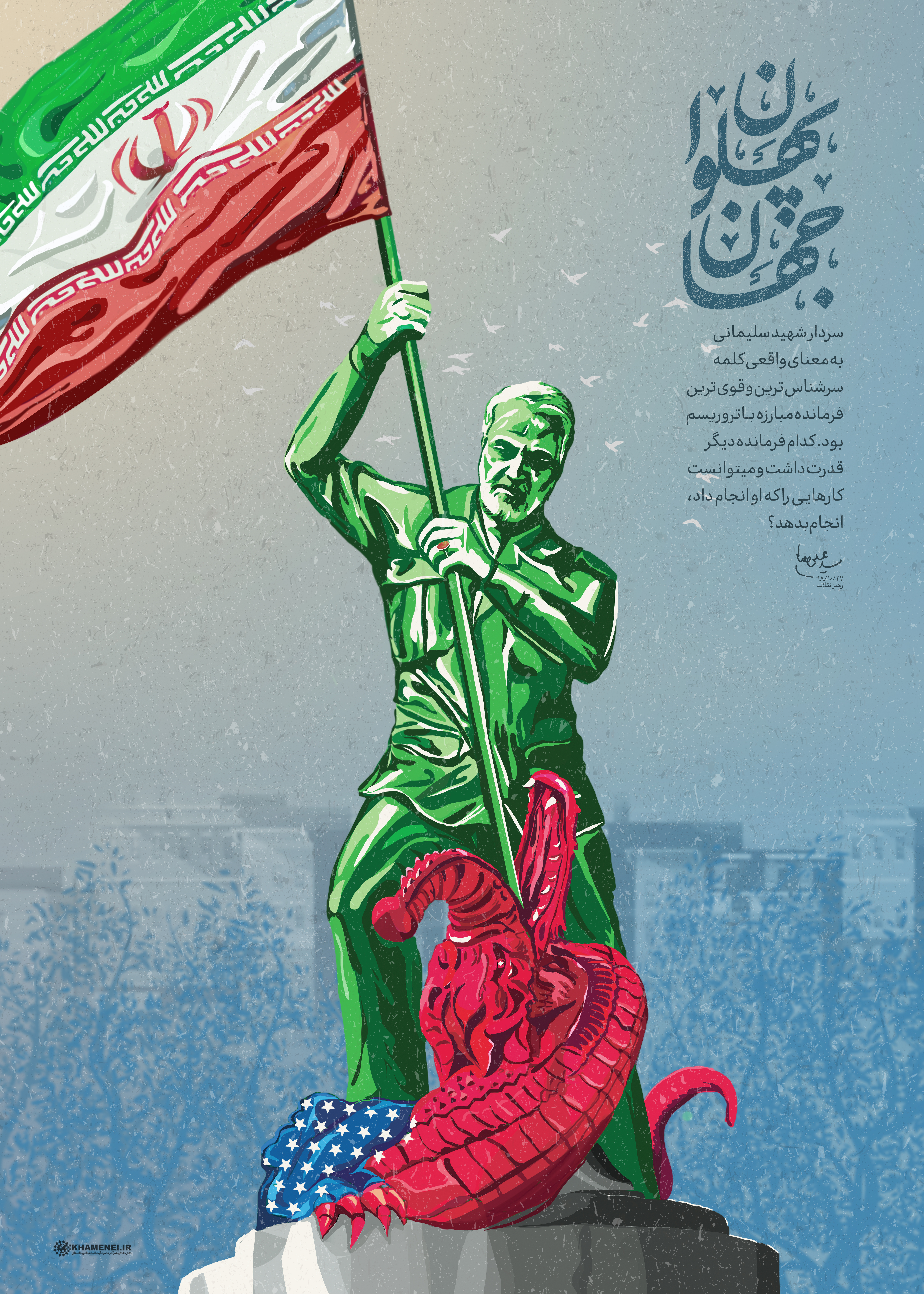
Poster di propaganda iraniana che raffigura il generale Qasem Soleimani uccidere un coccodrillo (Stati Uniti)

Il sentimento antistatunitense è molto forte in Iran. Partendo dalla Rivoluzione iraniana (1979) che ha trasformato l'intero paese in una repubblica islamica arrivando alla corsa al nucleare che ha provocato non poche tensioni con il governo di Mahmud Ahmadinejad.
Agli USA sono stati affibbiati nomi come Grande Satana o "volontà diabolica" (quest'ultimo anche dato ad Israele), e ciò viene non solo per l'influenza che hanno gli Stati Uniti sul Medio Oriente ma più che altro per l'appoggio dato ad Israele.
Secondo un sondaggio del Pew Global Attitudes Projects, gli iraniani ma in generale i musulmani considerano gli statunitensi e più in esteso gli occidentali come violenti, aggressivi e la sola caratteristica positiva data è il rispetto per le donne.
Sayyid Qutb descrive la società degli USA come un monopolio dell'erotismo e del peccato, e la prova di questo andrebbe ricercata nel modo di vestire che hanno le donne americane, scollate e senza pudore, contrariamente a quanto avviene per le donne musulmane.

### Oceania
In Australia è ancora discussa la possibilità di parlare di un odio contro gli USA. Secondo un sondaggio effettuato dalla rivista Reader's Digest, su un campione di 1000 australiani intervistati, il 67% si dichiarerebbe neutrale, il 17% favorevole alle politiche e al modello di vita statunitense e solo il 15% prova rancore e si dichiara antistatunitense. 
In aggiunta, il 71% degli intervistati dichiara che non andrebbe mai a vivere negli USA.

### America Latina

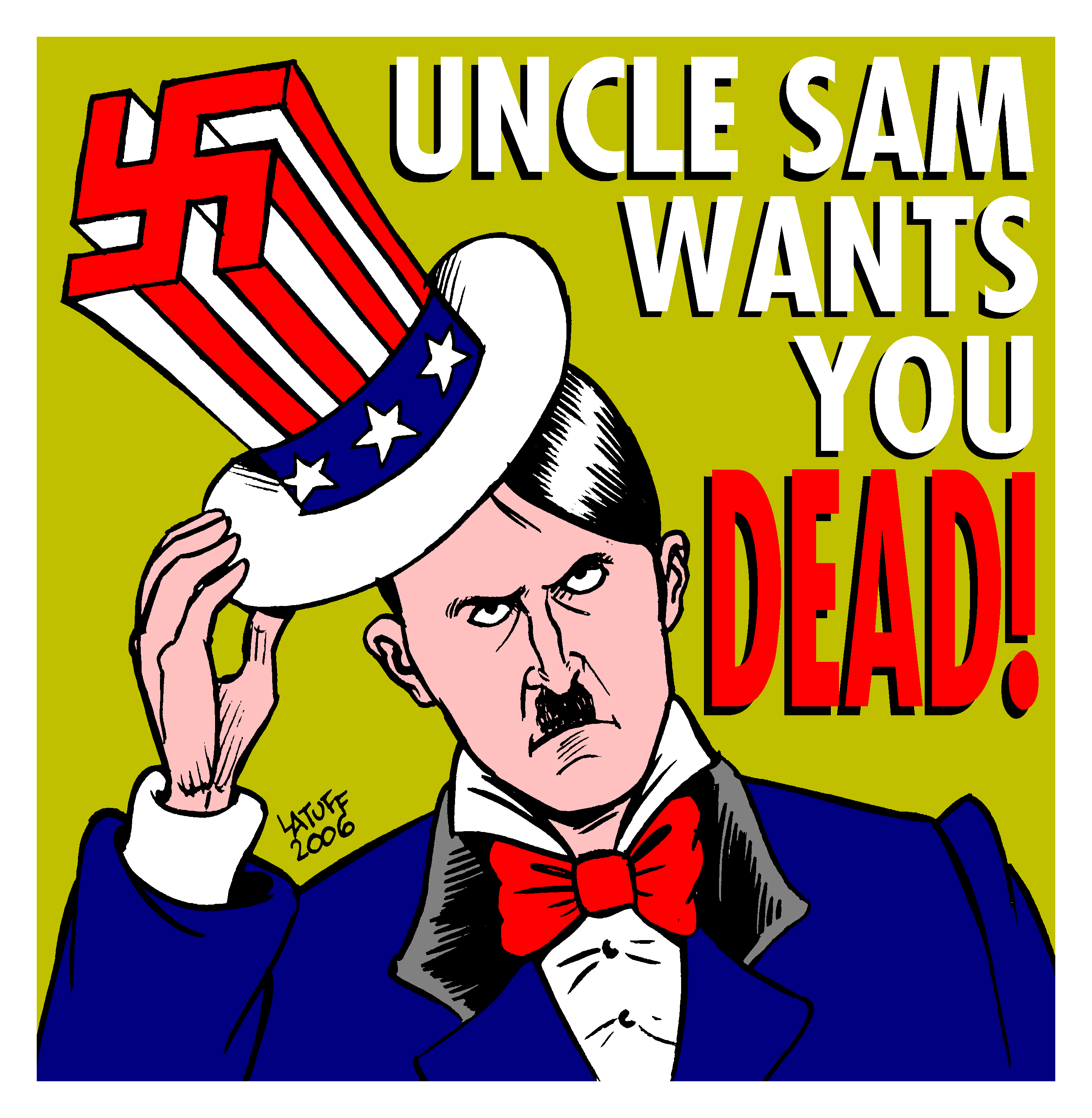
Manifesto antistatunitense, opera del vignettista Carlos Latuff, che presenta lo zio Sam con le fattezze di Adolf Hitler, Führer della Germania nazista

In seguito all'appoggio degli USA alle dittature militari (come quella di Augusto Pinochet in Cile) negli anni '70 ed '80 e alla diffusione delle multinazionali, il sentimento antistatunitense è molto diffuso nell'America Latina, specialmente in paesi come Venezuela, Bolivia, Brasile, Argentina, Cile, Ecuador, Nicaragua, Guatemala, Uruguay, Panama, Colombia e Cuba. In alcuni di questi paesi (Cuba, Venezuela e Bolivia), costituisce una delle ideologie diffuse tra i partiti politici al governo, specialmente di sinistra e di ispirazione socialista, bolivariana e comunista.